# Christian Cage
William Jason "Jay" Reso (Kitchener, 30 de novembro de 1973), é um lutador e ator profissional canadense. Atualmente, ele assinou contrato com a All Elite Wrestling (AEW) sob o nome de ringue Christian Cage, onde é o líder da stable vilã The Patriarchy. Ele é mais conhecido por seu mandato na WWE sob o nome de ringue Christian , onde atuou regularmente de 1998 a 2005 e novamente de 2009 a 2014. Ele também trabalhou para Impact Wrestling, então conhecido como Total Nonstop Action Wrestling (TNA), de 2005 a 2008 e durante um breve retorno em 2021.
Reso foi treinado pelos lutadores Ron Hutchinson, Dory Funk, Jr. e Tom Prichard, estreando em junho de 1995. Durante seu tempo em pequenas promoções independentes, ele competiu como lutador individual e de duplas, com Edge, seu, na história, irmão. Em 1998, Reso foi contratado pela WWF, capturando o Campeonato dos Pesos-Leves da WWF. Edge e ele ganhariam o Campeonato Mundial das Duplas da WWF em sete ocasiões diferentes. Deixou a WWE em 2005 e foi para a Total Nonstop Action Wrestling (TNA).
No total, Reso ganhou 22 títulos na WWE e TNA, sendo seis vezes campeão mundial (duas vezes Campeão Mundial dos Pesos-Pesados da NWA, duas vezes Campeão da ECW e duas vezes Campeão Mundial dos Pesos-Pesados), sendo também uma vez Campeão dos Pesos-Leves da WWF, uma vez Campeão Hardcore da WWF, uma vez Campeão Europeu da WWF, quatro vezes Campeão Intercontinental da WWF/E e nove vezes Campeão Mundial das Duplas. Em maio de 2011, Reso se tornou o vigésimo terceiro Campeão da Tríplice Coroa e o décimo primeio Campeão do Grand Slam na história da WWE.

## Vida pessoal
William Jason Reso nasceu em Kitchener, Ontario, Canadá em 30 de novembro de 1973, filho de um pai estadunidense e uma mãe canadense. Na infância, Reso jogou hockey e era fã de wrestling profissional. Após mudar-se para Orangeville, Reso conheceu Adam Copeland, que tornou-se seu melhor amigo e, mais tarde, parceiro de luta como "Edge" e "Sexton Hardcastle". Os dois foram ao colégio juntos na Orangeville District Secondary School. Antes de mudar-se para Orangeville, Reso viveu em Huntsville e East Luther-Grand Valley. Ele é bom amigo do também lutador Terry Gerin, mais conhecido como "Rhino", "Rhyno" e "Rhino Richards". Reso atualmente vive em Tampa, Flórida, com sua esposa, Denise, com quem é casado desde 2001.

## Carreira no wrestling profissional

### Início (1994—1998)
Em setembro de 1994, Reso passou a frequentar uma escola de wrestling profissional no Sully's Gym, sendo treinado por Ron Hutchinson. Um dos primeiros nomes usados por Reso, "Christian Cage", foi a combinação dos nomes de dois atores, Christian Slater e Nicolas Cage. A carreira de Christian começou em junho de 1995, em uma luta contra Zakk Wyld (Keith Assoun), que terminou em empate. Em 1997, ele fez parte do grupo THUG Life, uma aliança que incluia Joe E. Legend, Zakk Wyld, Rhino Richards e Sexton Hardcastle. Como dupla no circuito independente canadense, Copeland e Reso eram conhecidos como "High Impact" e "The Suicide Blondes". A dupla conquistou títulos em diversas promoções independentes, competindo também no Japão e nos Estados Unidos. Reso ganhou o Heavyweight Championship da East Coast Wrestling Association (ECWA)  em 18 de julho de 1998, o mantendo até 15 de outubro de 1999.
Quando Copeland recebeu uma luta-teste na World Wrestling Federation (WWF), Reso foi com ele. Os dois se enfrentaram em uma luta-teste não-televisionada e Copeland foi contratado. Com Copeland no território de desenvolvimento, ele fez com que Reso fosse convidado para treinar no "The Funking Conservatory" de Dory Funk, Jr. em 1998. Após completar o treinamento, Reso foi contratado pela WWF.

### World Wrestling Federation / Entertainment (1998—2005)

#### The Brood (1998—1999)

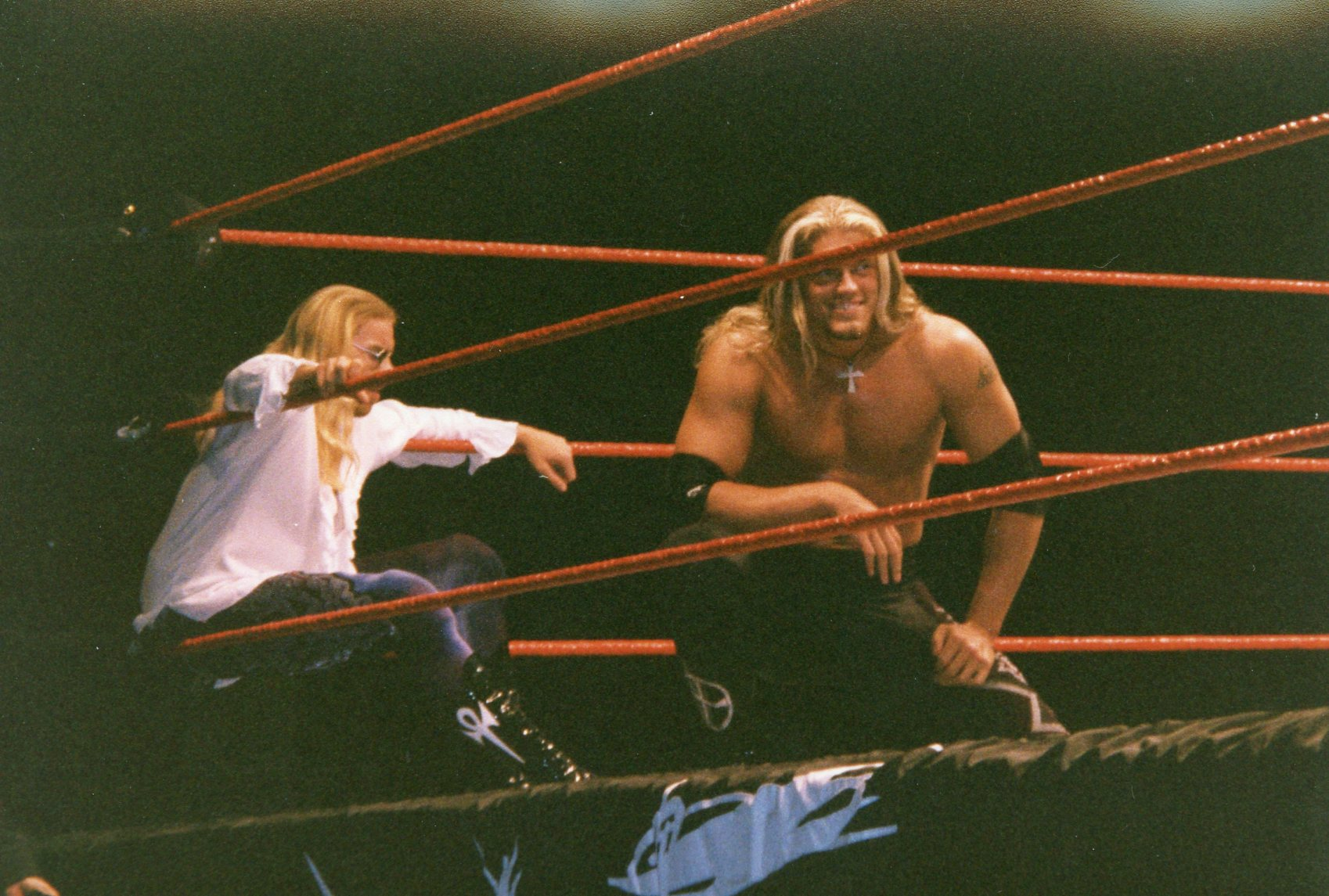
Christian (esquerda) com Edge em suas vestes de Brood, que trajavam com símbolos góticos

Quando Reso foi contratado pela World Wrestling Federation (WWF), ele diminuiu seu nome para Christian. Reso fez sua estreia televisiva em 27 de setembro de 1998, no Breakdown: In Your House, distraindo Edge durante sua luta contra Owen Hart para revelar sua aliança com Gangrel. Ele conquistou o WWF Light Heavyweight Championship em sua estreia, ao derrotar Taka Michinoku em 18 de outubro de 1998, no Judgment Day: In Your House.
Christian, interpretando um vampiro, formou um grupo ("stable") com Gangrel e Edge, que, na história, foi finalmente persuadido a unir-se a eles. O grupo foi batizado de The Brood. The Brood, por pouco tempo, rivalizou e mais tarde uniu-se ao Ministry of Darkness de The Undertaker. Ao descobrir que Christian havia sido espancado para contar a Ken Shamrock sobre o paradeiro de Stephanie McMahon, The Undertaker o puniu, espancando-o. Mais leais à The Brood do que ao Ministry, Edge e Gangrel traíram Undertaker e salvaram Christian de um futuro sacrifício.

#### Edge & Christian (1999—2001)

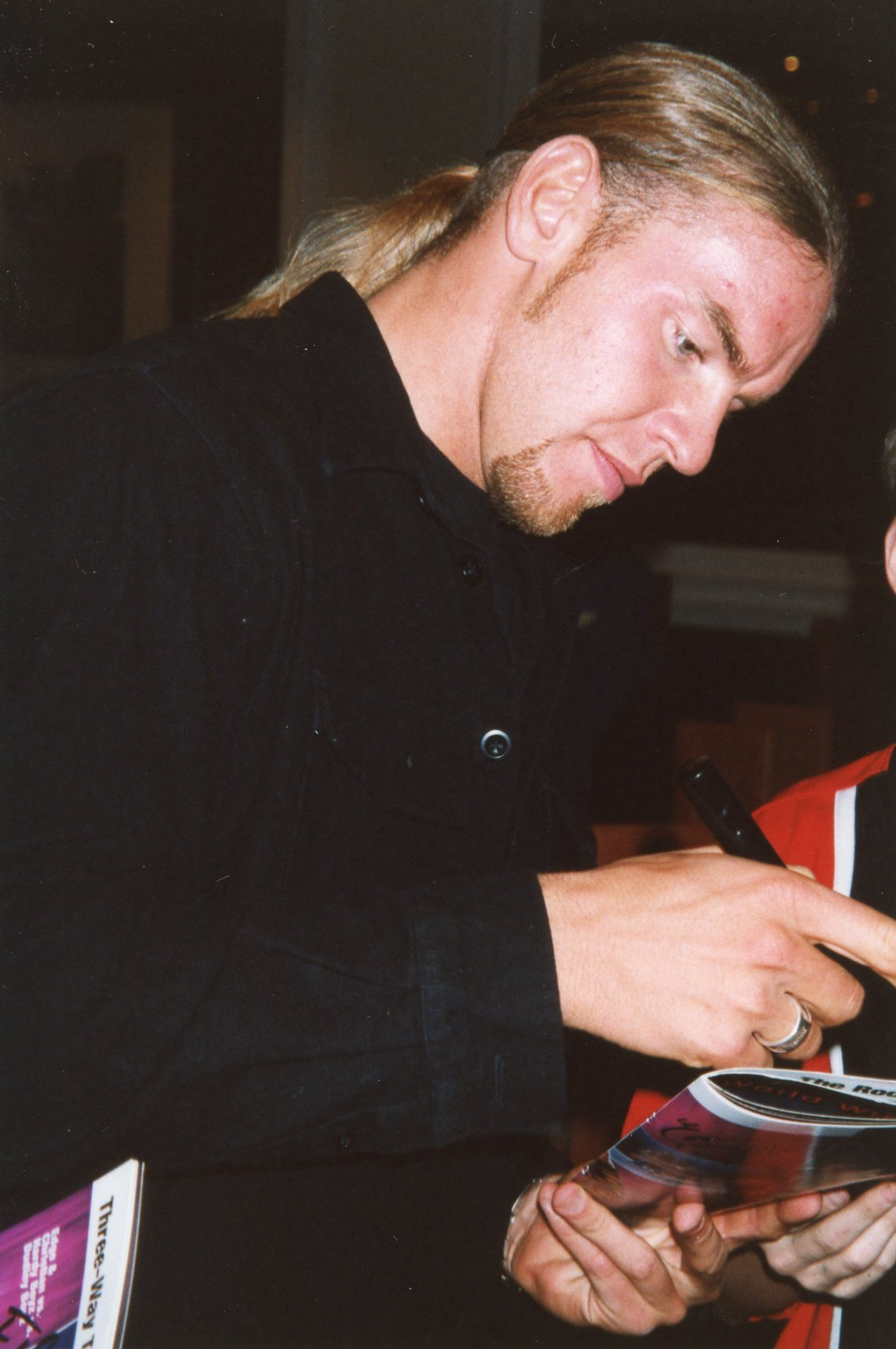
Christian assinando autógrafos em 1999

Em 1999, Christian e Edge separaram-se de Gangrel, que associou-se aos The Hardy Boyz (Jeff e Matt Hardy) para formar The New Brood. Como resultado, eles começaram uma rivalidade com The Hardy Boyz, competindo em uma luta de escadas no No Mercy em 17 de outubro de 1999 pelo direito de ter Terri Runnels como manager e $100,000. Os Hardyz venceram, no entanto. No WrestleMania 2000 em 2 de abril de 2000, Christian e Edge derrotaram The Hardy Boyz e The Dudley Boyz (Bubba Ray e D-Von) para ganhar o WWF Tag Team Championship em uma luta Triangle Ladder, o que levou a criação da luta Tables, Ladders, and Chairs (TLC).

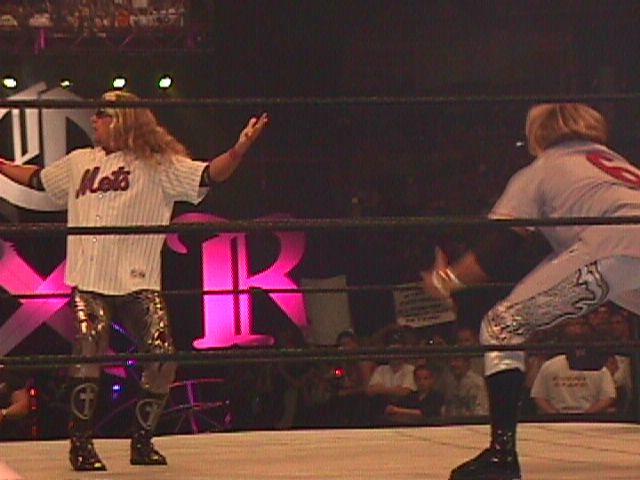
Christian (direita) e Edge no King of the Ring de 2000 realizando a pose de cinco segundos.

Após a vitória, Christian e Edge passaram a interpretar vilões "legais", que posavam por cinco segundos para fotos "daqueles sem flash". No SummerSlam em 27 de agosto de 2000, a dupla defendeu o título na primeira luta TLC contra The Hardy Boyz e The Dudley Boyz. No Royal Rumble em 21 de janeiro de 2001, Christian e Edge perderam o título para os Dudley Boyz. Eles não conseguiram conquistar o título no mês seguinte, no No Way Out, o recuperando no WrestleMania X-Seven na segunda luta TLC envolvendo também os Hardy Boyz. Christian e Edge foram derrotados pelos Brothers of Destruction (Kane e The Undertaker) pelo título no SmackDown! de 19 de abril de 2001.
Após perder o título, desentendimentos entre a dupla começaram após Edge ganhar o torneio King of the Ring de 2001 em 24 de junho. Durante essa época, Edge tornou-se um mocinho durante a "Invasion". Christian traiu Edge logo depois, resultando em uma rivalidade pelo WWF Intercontinental Championship de Edge por vários meses, com o título mudando de mãos duas vezes.

#### Campeão Intercontinental (2002—2004)
Christian começou sua carreira individual conquistando o WWF European Championship de Bradshaw em outubro de 2001, o perdendo para Diamond Dallas Page em janeiro de 2002. Após uma série de derrotas, Christian anunciou que estava deixando a WWF, mas Page persuadiu Christian a reconsiderar sua decição, o adotando como discípulo. Christian traiu Page e o enfrentou pelo European Championship no WrestleMania X8 em 17 de março de 2002, sendo derrotado. Durante o mesmo evento, Christian derrotou Mighty Molly para ganhar o WWF Hardcore Championship, mas perdeu o título para Maven mais tarde naquela noite.

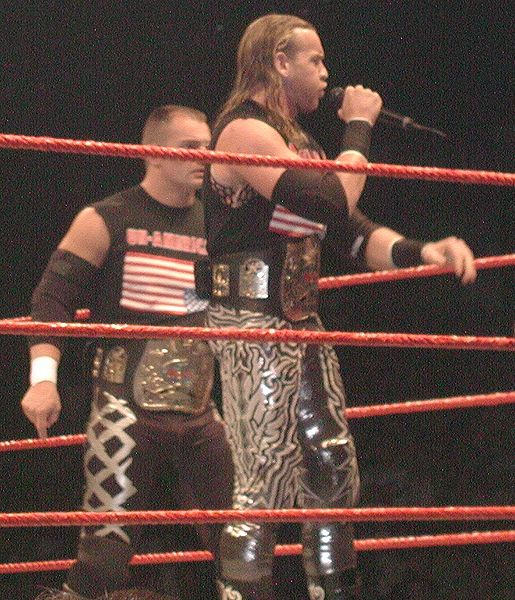
Christian em 2002 como Campeão Mundial de Duplas com Lance Storm.

Após o WrestleMania X8, Christian formou uma aliança com os lutadores canadenses Lance Storm e Test em junho de 2002, formando um grupo chamado The Un-Americans. Juntos, Christian e Storm conquistaram o WWE Tag Team Championship, antes conhecido como WWF Tag Team Championship em 21 de julho de 2002 no Vengeance, perdendo no WWE Raw de 23 de setembro para The Hurricane e Kane. Ele formou uma dupla com Chris Jericho, com quem conquistou o World Tag Team Championship, o renomeado WWE Tag Team Championship, em 14 de outubro de 2002. Christian e Jericho perderam o título em uma luta de eliminação também envolvendo The Dudley Boyz, Booker T & Goldust e William Regal & Lance Storm, no Armageddon.
Em 2003, após receber apoio de The Rock, Christian proclamou-se "People's Champion" ("Campeão das Pessoas"), chamando seus fãs de "The Peeps". Ele venceu uma battle royal de nove lutadores no Judgment Day em 18 de maio de 2003 pelo WWE Intercontinental Championship, o renomeado "WWF Intercontinental Championship". No Raw da noite seguinte, ele apareceu no talk show de Jericho, The Highlight Reel, com um novo corte de cabelo e roupas de luta. Christian perderia o Intercontinental Championship para Booker T no Raw de 7 de julho de 2003. Christian, no entanto, reconquistaria o título em um evento não-televisionado em 10 de agosto, após Booker se lesionar.
Também em 2003, Christian e Jericho começariam romances com as WWE Divas Trish Stratus e Lita, respectivamente. Como parte da história, os dois haviam apostado um dólar canadense em quem conseguisse dormir com a sua respectiva Diva primeiro. Apesar da aposta, Jericho continuaria sua relação com Stratus, o que resultaria em uma briga entre os dois. No WrestleMania XX, em 14 de março de 2004, Jericho e Christian se enfrentaram. Durante a luta, Stratus acidentalmente acertou Jericho, permitindo que Christian vencesse. Stratus aliou-se a Christian, tornando-se sua namorada. Durante uma luta em uma jaula contra Jericho no Raw de 10 de maio de 2004, Christian sofreu uma lesão nas costas, o que fez com que Christian deixasse as lutas por quatro meses. Ele retornou no Raw de 30 de agosto, marcando contra Jericho uma luta de escadas pelo Intercontinental Championship no Unforgiven. No evento, Jericho derrotou Christian.

#### Captain Charisma (2004—2005)
O personagem de Christian tornou-se um arrogante vilão, chamando a si mesmo de "Captain Charisma" ("Capitão Carisma") em outubro de 2004. Em 6 de dezembro de 2004, ele foi forçado por Chris Jericho a lutar como Captain Charisma, vestindo uma fantasia de super-herói. Christian passou a ser acompanhado por Tyson Tomko, que interferia em suas lutas para assegurar-lhe a vitória. Mesmo como vilão, Christian conseguiu conquistar alguns fãs, a quem chamava de "Peeps", "Peepulation" ou "Christian Coalition".
Em abril de 2005, Christian participou da primeira luta Money in the Bank, no WrestleMania 21. Após isso, Christian passou a comentar as ações de John Cena, dizendo-se um rapper melhor. Logo depois, Cena, o então-Campeão da WWE, ser transferido para o Raw, defendendo o título contra Christian e Jericho no Vengeance.
No SmackDown! de 30 de junho, Christian foi transferido para o SmackDown! como parte da WWE Draft Lottery. Ele substituiu The Big Show em uma luta de eliminação de trios pelo recém-criado SmackDown! Championship, sendo derrotado por John "Bradshaw" Layfield. Logo depois, ele tornou-se o apresentador de um programa de entrevistas no SmackDown!, o The Peep Show.
Em 31 de outubro de 2005, o contrato de Reso com a WWE expirou. De acordo com o jornalista Dave Meltzer, Reso recusou-se a renovar o contrato. Sua última luta foi durante as gravações do SmackDown! de 4 de novembro. Mesmo sem contrato, Christian apareceu no Raw de 31 de outubro e no Taboo Tuesday no dia seguinte, cumprindo suas obrigações contratuais com a companhia, já que era um dos cinco lutadores que poderia ser votado pelos fãs para enfrentar Snitsky e Chris Masters no evento.
A partir de 2007, Reso passou a referir-se a si mesmo como "The Instant Classic" ("Clássico Instantâneo"), apesar de continuar a chamar-se "Captain Charisma" em aparições fora da televisão e usar roupas com "Captain Charisma" escrito durante suas entradas em eventos não-televisionados.

### Total Nonstop Action Wrestling (2005—2008)

#### Estreia e sucesso instantâneo (2005—2006)

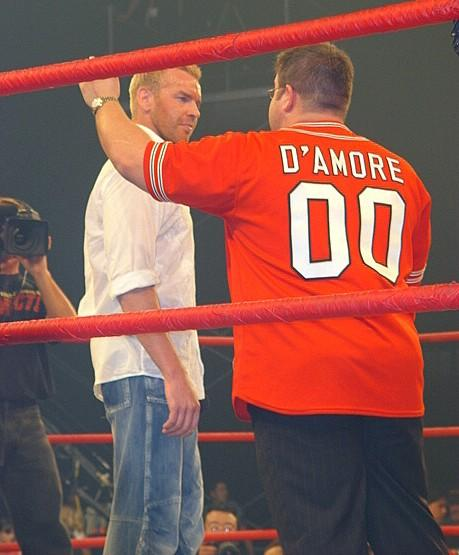
Reso, com Coach Scott D'Amore, durante sua estreia no Genesis em novembro de 2005.

Reso fez sua estreia na Total Nonstop Action Wrestling (TNA) em 13 de novembro de 2005, no Genesis sob o nome "Christian Cage". Na ocasião, Reso falou sobre suas intenções, entre elas, ganhar o NWA World Heavyweight Championship de Jeff Jarrett. Coach Scott D'Amore e Bobby Roode do grupo Team Canada ofereceram uma vaga no grupo. Durante o evento, Cage e Team Canada (D'Amore, Roode e Eric Young) tentaram atacar Jarrett. Cage, no entanto, tornou-se um mocinho ao trair D'Amore.
Cage fez sua primeira aparição no TNA Impact! em 19 de novembro de 2005, discutindo com Monty Brown. Eles se enfrentaram em um combate para definir o desafiante pelo NWA World Heavyweight Championship no Turning Point, e Cage venceu a luta. Antes da luta, Cage fez sua estreia nos ringues no Impact! de 8 de dezembro, derrotando Bobby Roode. No Final Resolution, em 15 de janeiro de 2006, Cage aliou-se a Sting para derrotar Monty Brown e Jeff Jarrett. Cage derrotou o então-Campeão Mundial dos Pesos-Pesados da NWA Jarrett pelo título no Against All Odds.
Cage teve sua primeira defesa de cinturão contra Brown no Destination X; Cage derrotou Brown para manter o NWA World Heavyweight Championship. Nos Impact!s de 25 de março e 2 de abril, Abyss, Father James Mitchell e Alex Shelley confrontando a esposa de Cage, Denise, e atacando a casa de Christian, quase afogando Cage em sua piscina. Cage enfrentou Abyss no Lockdown em uma luta Six Sides of Steel Cage pelo NWA World Heavyweight Championship, com Cage vencendo. Após a luta, Cage tentou atacar Mitchell, mas foi impedido por Abyss, que o atacou com uma cadeira. Abyss e Mitchell roubaram o cinturão do NWA World Heavyweight Championship e fugiram. No Sacrifice, Cage derrotou Abyss e manteve o NWA Championship em uma luta Full Metal Mayhem rules.
No Slammiversary, Cage foi derrotado por Jeff Jarrett para perder o NWA World Heavyweight Championship em uma luta King of the Mountain, que também envolveu Abyss, Ron Killings e Sting. A luta foi declarada não oficial por Larry Zbyszko e Earl Hebner. O título foi declarado vago por Jim Cornette, que entregou o título a Jarrett. No Victory Road, Cage enfrentou Samoa Joe, Scott Steiner e Sting para definir o desafiante pelo título, luta vencida por Sting. Sting.

#### Diversas rivalidades (2006—2007)

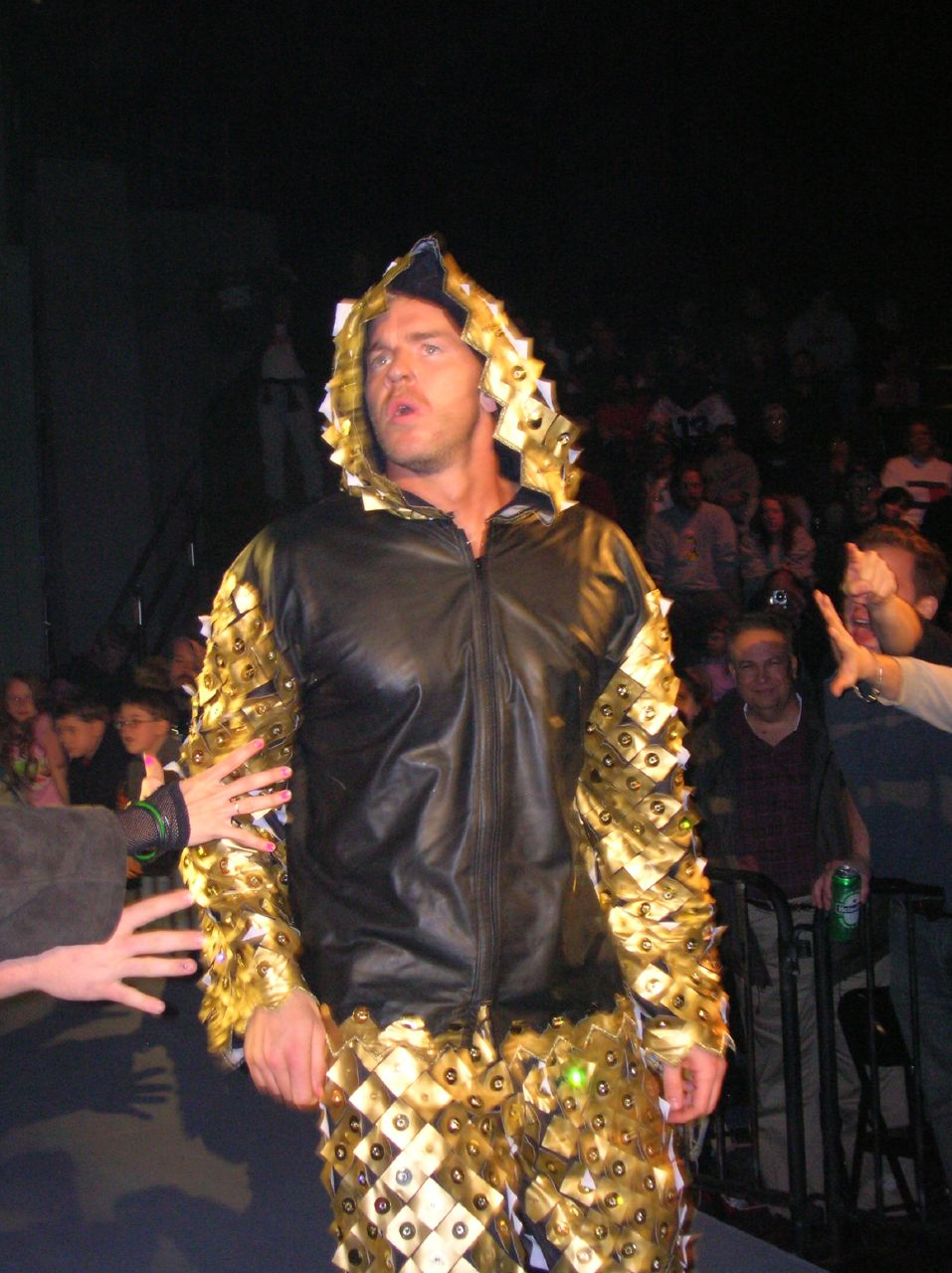
Reso em um evento da TNA em 2006

Após o Victory Road, Cage tornou-se amigo do novo desafiante Sting no Impact! de 17 de julho de 2006, ao desculpar-se por seu comportamento. Ele anunciou que havia sido autorizado por Jim Cornette a ficar no córner de Sting durante sua luta contra Jarrett pelo NWA World Heavyweight Championship no Hard Justice. Sting aceitou a oferta de Christian. No Hard Justice, Cage tentou ajudar Sting a vencer, até traí-lo, quebrando o violão de Jarrett na cabeça de Sting, tornando-se um vilão.
Após o evento, Cage começou uma rivalidade com Rhino, que havia questionado as ações de Cage no Impact! de 17 de agosto; Cage respondeu que havia custado o título de Sting para o bem da TNA. Durante uma entrevista conduzida por Mike Tenay, Cage anunciou que atacou Sting porque este não havia mostrado real vontade de conquistar o título. No Impact! da semana seguinte, Cage foi atacado por Rhino, mas conseguiu incapacitá-lo com cadeiradas. Os dois se enfrentaram no No Surrender, com Cage derrotando Rhino. Cage voltou a derrotar Rhino no Bound for Glory, em uma 8 Mile Street Fight.
No Impact! de 23 de novembro, Christian aliou-se novamente a Tomko, que o ajudou a derrotar Sting. No Turning Point, Cage enfrentou Sting e Abyss em uma luta pelo NWA Championship, mas foi derrotado.

#### Christian's Coalition e demissão (2007—2008, 2012)

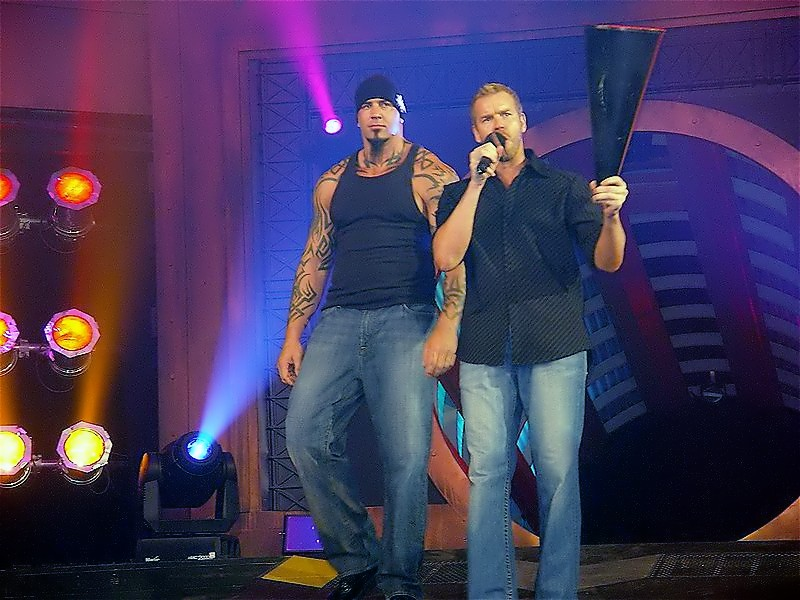
Reso [direita] e Tomko reuniram-se na TNA, na Christian's Coalition.

Cage lutou pelo NWA Championship novamente no Final Resolution em 14 de janeiro de 2007 contra Abyss e Sting, dessa vez em uma luta de eliminação. Cage derrotou os dois para conquistar o título. Após Final Resolution, Cage preparou-se para defender o título contra Kurt Angle, que havia derrotado Samoa Joe em uma luta Iron Man de 30 minutos no Final Resolution. Antes da luta no Against All Odds em 11 de fevereiro, Cage anunciou no Impact! de 17 de janeiro que havia contratado um treinador especial. No Impact! de 8 de fevereiro, foi revelado que o treinador era Scott Steiner, que atacou Angle após um combate entre Angle & Joe contra Cage & A.J. Styles. Cage manteve o NWA World Heavyweight Championship contra Angle no Against All Odds em uma luta com Joe como fiscal.
No Impact! de 8 de março, Cage proclamou que ele, Tomko e Steiner eram uma "família inseparável", batizando o trio de Christian's Coalition. Após derrotar Samoa Joe no Destination X, Cage foi anunciado como capitão de um dos times para a luta Lethal Lockdown no Lockdown contra o time de Angle. O time de Cage, consistindo de Cage, Tomko, Steiner, A.J. Styles e Abyss, seria derrotado pelo time de Angle, consistindo de Angle, Joe, Rhino, Sting e Jeff Jarrett no Lockdown. Como estipulação prévia, Sting tornou-se desafiante pelo NWA World Heavyweight Championship no Sacrifice.

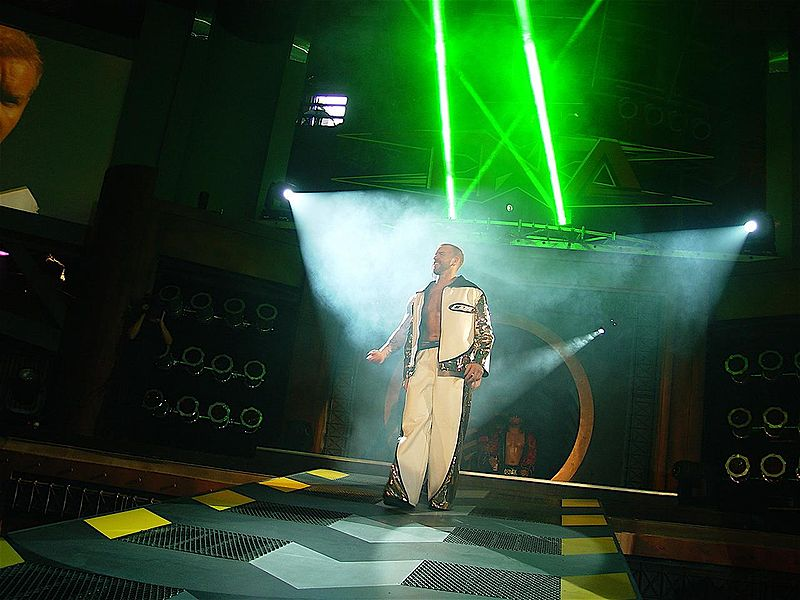
Reso como "Christian Cage"

Mais tarde, Abyss foi expulso do grupo após atacar Cage no Impact! de 19 de abril de 2007. Steiner foi o próximo a deixar o grupo, atacando Tomko após eles perderem uma luta de duplas no Sacrifice. Cage deveria defender o NWA Championship contra Sting no Sacrifice, mas, no Impact! de 3 de maio, Angle foi colocado no combate. No dia do evento, a National Wrestling Alliance (NWA), donos do NWA World Heavyweight e NWA World Tag Team Championships, tiraram os títulos de Cage e Team 3D. O diretor executivo da NWA Robert K. Trobich afirmou que tomou a ação porque Cage recusava-se a defender o título em eventos da NWA. No evento, Cage defendeu o título contra Angle e Sting, apesar de ser conhecido apenas como "World Heavyweight Championship". Angle venceu o combate. No Impact! após o evento, Angle anunciou ter o TNA World Heavyweight Championship. Devido a controvérsia sobre o fim da luta no Sacrifice, o título foi declarado vago. O campeão seria escolhido por uma luta King of the Mountain no Slammiversary. Cage conquistou uma vaga no combate ao derrotar Abyss no Impact! de 14 de junho. Angle foi o vencedor, no entanto.
Após derrotar Harris no Victory Road em 17 de julho de 2007 e Tomko, Styles, e sendo derrotado por Andrew Martin, Sting e Abyss no Hard Justice em uma luta Doomsday Chamber of Blood para tornar-se o desafiante pelo TNA Championship, Cage reiniciou sua rivalidade com Samoa Joe. Os dois se enfrentaram no No Surrender em 9 de setembro, quando Cage derrotou Joe por desqualificação após Joe recusou-se a soltar um movimento de submissão. Os dois se enfrentaram novamente no Bound for Glory com Matt Morgan como regulador das regras. Joe derrotou Cage para acabar com seus 23 meses sem derrotas. Cage e Joe enfrentaram-se mais uma vez no Impact! de 18 de outubro, com uma vaga no Torneio Fight for the Right de 2007 para tornar-se desafiante pelo TNA Championship. Cage defeated Joe to gain entry. Cage chegou à final do torneio, enfrentando Kaz no Impact! de 8 de novembro. Cage derrotou Kaz após interferência de Styles e Tomko, a luta acabou sem final, com a final determinada no Genesis em uma ladder match. Cage, no entanto, falhou em vencer o torneio.

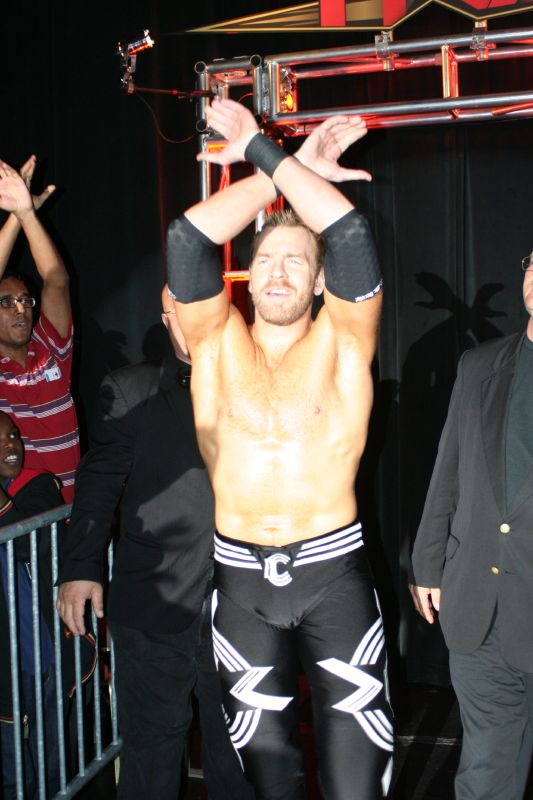
Reso em setembro de 2008

Mais tarde, Styles e Tomko ajudaram Angle o reter o título. Styles e Tomko tornaram-se membros da The Angle Alliance, o que resultou em uma luta entre Angle e Cage no Final Resolution, em 6 de janeiro de 2008, fazendo de Cage um mocinho. No Impact! de 3 de janeiro, Tomko abandonou a Christian's Coalition e a The Angle Alliance. Cage falhou em ganhar o título no Final Resolution, após ser traído por Styles, encerrando a Christian's Coalition. Cage conseguiu uma revanche contra Angle no Against All Odds com Samoa Joe como reforçador de regras. Ele novamente foi derrotado após interferência de Tomko.
Cage aliou-se a Joe e Kevin Nash, chamando-se Unlikely Alliance, no Destination X em 9 de março de 2008, para derrotar a Angle Alliance (Angle, Styles e Tomko). Cage, com Tomko, foram anunciados como capitães de times opostos na luta Lethal Lockdown no Lockdown. Team Cage (Cage, Rhino, Nash, Morgan e Sting) derrotou Team Tomko (Tomko, Styles, Brother Devon, Brother Ray e James Storm) no evento. Mais tarde, Cage e Rhino passaram a competir como uma dupla regular, envolvendo-se no Torneio Deuce's Wild Tag Team pelo TNA World Tag Team Championship. Eles falharam em conquistar o título no Sacrifice. Cage e Rhino envolveram-se como lutadores individuais na luta King of the Mountain pelo TNA Championship no Slammiversary, mas foram derrotados. Cage e Rhino aliaram-se a Styles, sendo derrotados por Angle, Brother Devon e Brother Ray em uma luta Full Metal Mayhem no Victory Road em 13 de julho de 2008. No Hard Justice, Cage e Rhino derrotaram Team 3D em uma New Jersey Street Fight. Cage enfrentou Samoa Joe e Angle pelo TNA Championship no No Surrender, mas novamente não tornou-se campeão. Cage, então, foi derrotado em uma luta que também envolveu Styles e Booker T no Bound for Glory IV. Cage foi derrotado por Booker em sua última luta na TNA em 9 de novembro de 2008, pelo Legends Championship no Turning Point, com a estipulação de que, se perdesse, Cage deveria unir-se a Main Event Mafia. No Impact! de 13 de novembro, Cage fez sua última aparição na TNA antes do fim de seu contrato, sendo atacado por Angle, Booker T, Nash e Scott Steiner.
Reso retornou à TNA para uma aparição no Slammiversary (2012) como Christian Cage, anunciando um dos momentos escolhidos pelos telespectadores (o retorno de Sting no Final Resolution de 2006). Como parte do contrato, Ric Flair pôde ser usado pela WWE e introduzido ao Hall da Fama como membro dos Four Horsemen.

### Retorno a World Wrestling Entertainment / WWE (2009—2016)

#### ECW (2009—2010)

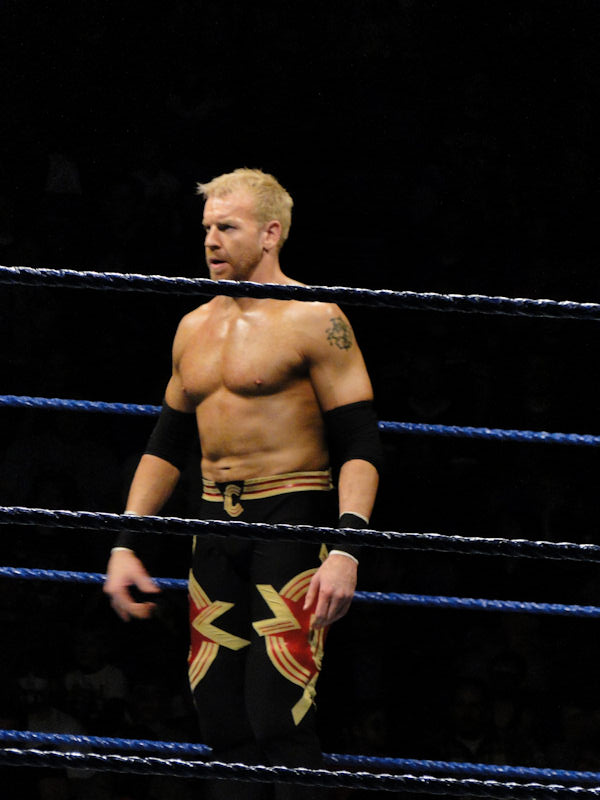
Reso em um evento da WWE

Durante uma entrevista com a presidente da TNA Dixie Carter, ela confirmou que o contrato de Reso com a TNA havia expirado e ele havia sido recontratado pela World Wrestling Entertainment (WWE). Reso não apareceu na promoção até 10 de fevereiro de 2009, durante um episódio da ECW sob o nome "Christian", como um mocinho confrontando o então-Campeão da ECW Jack Swagger. Mais tarde na mesma noite, Christian derrotou Swagger. Na ECW em 24 de fevereiro, Christian foi derrotado por Swagger em uma luta pelo título. Christian ganhou uma battle royal na ECW de 10 de março, conquistando uma vaga na luta Money in the Bank no WrestleMania XXV. Christian, no entanto, não venceu o combate.
Christian venceu um torneio ao derrotar Finlay no WWE Superstars de 16 de abril, tornando-se desafiante pelo ECW Championship no Backlash. No evento, Christian derrotou Swagger para conquistar o título. Tommy Dreamer derrotou Christian e Swagger pelo título no Extreme Rules.
Christian enfrentou Dreamer pelo ECW Championship no Raw de 15 de junho, mas foi derrotado. Após ser novamente derrotado no The Bash em uma Championship Scramble, que também incluiu Swagger, Finlay e Mark Henry, Christian reconquistou o título ao derrotar Dreamer no Night of Champions.
Christian manteria o título contra Dreamer em uma luta Extreme Rules na ECW de 4 de agosto. Christian começou uma rivalidade com William Regal pelo título. No SummerSlam, Christian derrotou Regal. Eles se enfrentaram novamente no Breaking Point, com Christian novamente vencendo. Após defender o título contra lutadores como Zack Ryder e Yoshi Tatsu, Christian derrotou Shelton Benjamin em uma ladder match para manter o título no TLC: Tables, Ladders & Chairs. Christian tornou-se recordista ao manter o título por mais tempo na era da WWE em dezembro de 2009. No Royal Rumble em 31 de janeiro de 2010, Christian defendeu o título contra Ezekiel Jackson. Ele perdeu o título para Jackson no último episódio da ECW, em 16 de fevereiro de 2010, em uma luta Extreme Rules.

#### Diversas rivalidades e Campeão Mundial dos Pesos-Pesados (2010—2011)

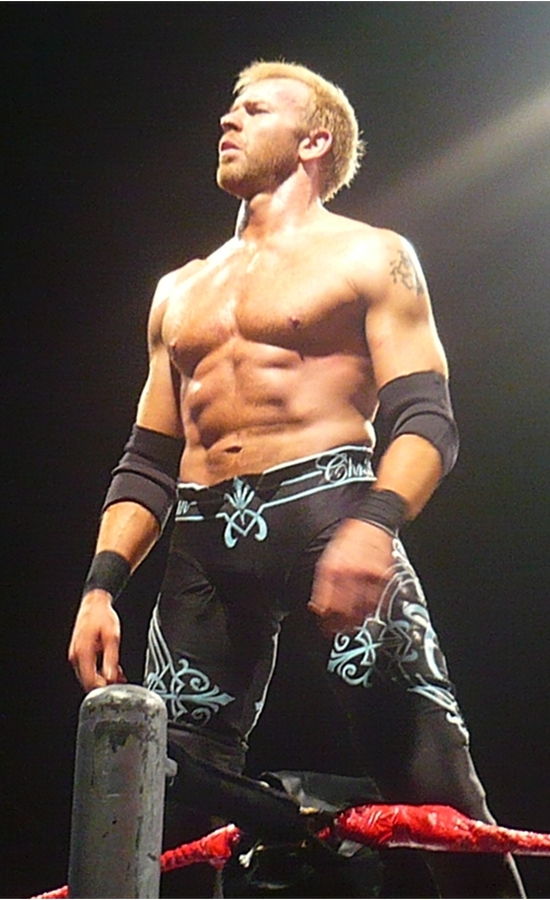
Reso em abril de 2010

No Raw de 22 de fevereiro, Christian foi recontratado pelo Raw. Na mesma noite, ele derrotou Carlito para conquistar uma vaga na luta Money in the Bank do WrestleMania XXVI, a qual ele não venceu. Mais tarde, foi revelado que ele seria um WWE Pro no WWE NXT, mentorando Heath Slater.
Christian foi transferido para o SmackDown no WWE Draft de 2010. No SmackDown de 7 de maio, ele passou a participar de um torneio pelo WWE Intercontinental Championship derrotando Cody Rhodes para chegar às finais, sendo derrotado por Kofi Kingston. No SmackDown de 2 de julho, foi anunciado que ele participaria de uma das lutas Money in the Bank no evento Money in the Bank. Novamente, Christian não venceu o combate.
Em setembro de 2010, Christian lesionou seu músculo peitoral, deixando as lutas por cinco meses. Na história, Alberto Del Rio teria causado a lesão ao atacar Christian nos bastidores do SmackDown de 24 de setembro de 2010.
Em 20 de fevereiro de 2011, Christian fez seu retorno durante o evento Elimination Chamber, salvando Edge de um ataque de Alberto Del Rio. No SmackDown de 4 de março, ele salvou Edge de um novo ataque de Del Rio. No Raw de 7 de março, Christian derrotou o guarda-costas de Del Rio, Brodus Clay. No SmackDown de 11 de março, Christian e Edge derrotaram Del Rio e Clay. Na semana seguinte, Christian derrotou Del Rio em uma luta em uma jaula, mas acabou sendo atacado por Del Rio e Clay.
No SmackDown de 8 de abril, ele foi derrotado Del Rio, que tornou-se o desafiante pelo World Heavyweight Championship. Após a aposentadoria de Edge, Christian venceu uma battle royal, ganhando o direito de enfrentar Del Rio pelo World Heavyweight Championship no Extreme Rules. No evento, Christian derrotou Del Rio, ganhando o título. Ele tornou-se, assim, o primeiro homem a ganhar o NWA, ECW e World Heavyweight Championships, e o terceiro a tornar-se Campeão Mundial na NWA e WWE, após Buddy Rogers e Ric Flair.
No SmackDown de 6 de maio, cinco dias após o Extreme Rules, Christian perdeu o título para Randy Orton. No Over the Limit, ele não conseguiu derrotar Orton pelo título. No SmackDown de 3 de junho, Christian foi o árbitro da luta pelo World Heavyweight Championship entre Orton e Sheamus. Orton venceria a luta, mas seria atacado por Christian, que tornou-se um vilão pela primeira vez desde 2005. No Capitol Punishment, Christian foi novamente derrotado por Orton. No Money in the Bank, Christian ganhou o World Heavyweight Championship, após Orton ser desqualificado após chutar as partes baixas de Christian; como estipulação da luta, Orton perderia o título se fosse desqualificado. No SummerSlam, Christian perdeu World Heavyweight Championship para Orton em uma luta No Holds Barred. Christian começou uma rialidade com Sheamus, sendo derrotado por ele no Hell in a Cell e Vengeance.
No SmackDown de 4 de novembro, Christian foi atacado por Big Show, tendo que, na história, sofrer uma cirurgia no pescoço, o que o impedia de competir. Durante uma turnê europeia, Christian lesionou seu tornozelo. Ele retornou em dezembro, fazendo aparições nos Slammy Awards e WWE Tribute to the Troops.

#### Retorno e Campeão Intercontinental (2012—2014)

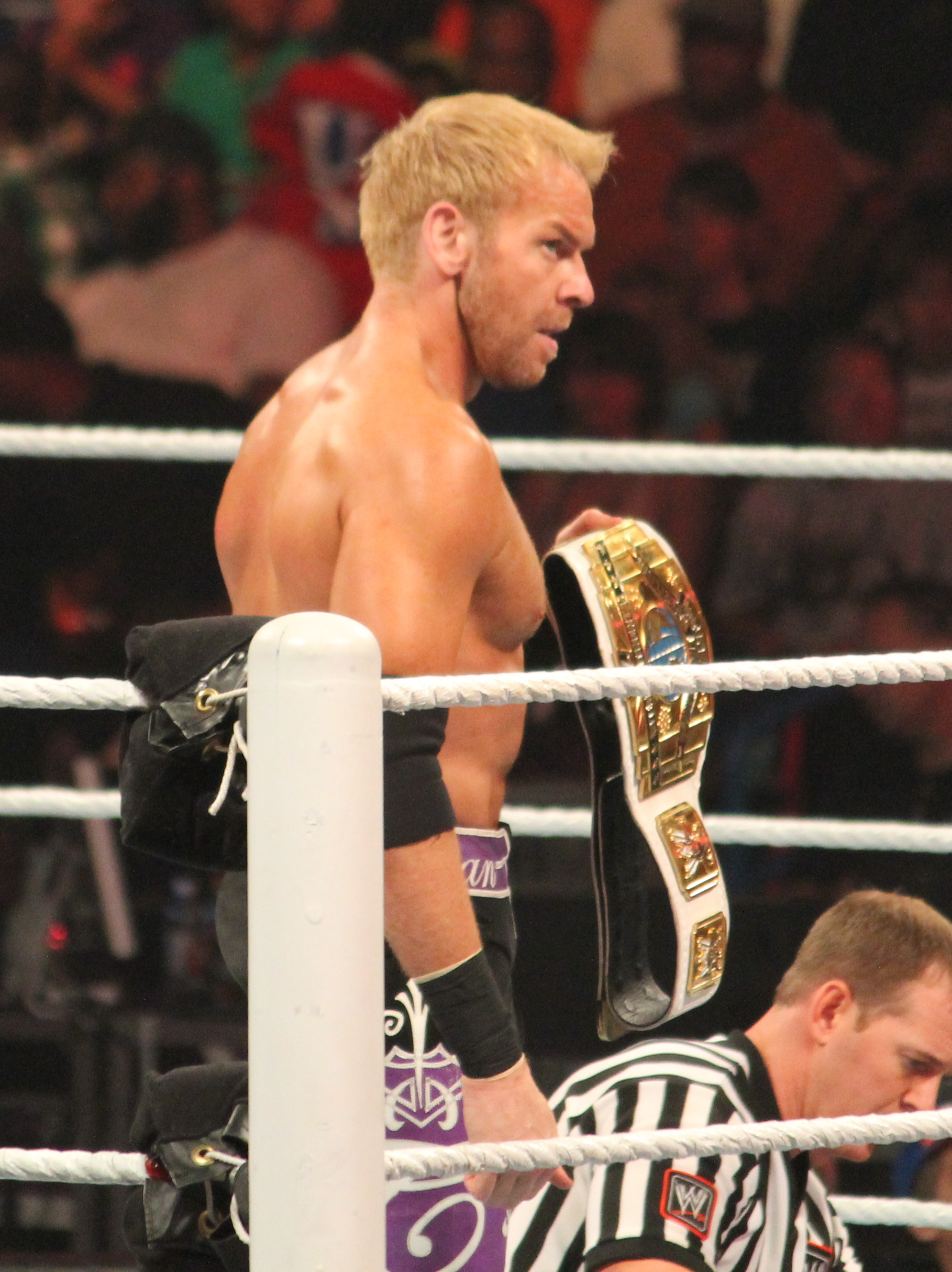
Christian como Campeão Intercontinental

Christian retornou no Elimination Chamber em 19 de fevereiro de 2012, aliando-se a John Laurinaitis. No SmackDown de 16 de março, Christian apresentou uma edição do 'Peep Show', tornando-se membro do time de Laurinaitis no WrestleMania XXVIII. No Raw de 26 de março, Christian novamente lesionou seu ombro em uma luta contra CM Punk. Mesmo lesionado, Christian introduziu Edge ao Hall da Fama, mas não participou do WrestleMania.
Christian fez seu retorno no Over the Limit, vencendo uma battle royal e tornando-se desafiante pelo United States Championship ou Intercontinental Championship. Ele tornou-se um mocinho ao escolher enfrentar Cody Rhodes pelo Intercontinental Championship. Ele derrotou Rhodes e ganhou o título pela quarta vez em sua carreira. No No Way Out, Christian derrotou Rhodes para manter o título. No SmackDown de 29 de junho, Christian e o Campeão dos Estados Unidos Santino Marella derrotaram Rhodes e David Otunga para se qualificar para a luta Money in the Bank por uma chance pelo World Heavyweight Championship. No Money in the Bank, o combate foi vencido por Dolph Ziggler. No Raw 1000, em 23 de julho, Christian perdeu o título para The Miz. Ele foi derrotado em uma revanche no SmackDown quatro dias depois. No SmackDown de 14 de setembro, Christian, novamente lesionado, fez uma aparição via satélite, condenando o movimento Brogue Kick de Sheamus, aliando-se a Alberto Del Rio, David Otunga e Ricardo Rodriguez.
Ele retornou no Raw de 17 de junho de 2013, como um mocinho, derrotando Wade Barrett. No SmackDown da semana seguinte, Christian derrotou Randy Orton e Rob Van Dam para se tornar o desafiante pelo Campeonato Mundial dos Pesos-Pesados de Alberto Del Rio no SummerSlam. No Raw de 9 de setembro, Triple H ordenou que a Shield atacasse Christian como represália a Edge. No Raw de 9 de dezembro, Christian entregou o Slammy Award pelo Momento "This is Awesome" do Ano. Mais tarde, ele participou cerimônia de elevação dos títulos mundiais da WWE.
Christian retornou no SmackDown de 31 de janeiro de 2014, derrotando Jack Swagger em uma luta qualificatória para a Elimination Chamber pelo Campeonato Mundial dos Pesos-Pesados da WWE. No episódio do Raw em 17 de fevereiro de 2014, Christian atacou Bryan por trás, após uma distração de Kane antes de perder para o mesmo logo depois. No Elimination Chamber ele eliminou Sheamus antes de ser eliminado por Bryan. No Raw em 24 de fevereiro, Christian perdeu para Sheamus após discutir com o mesmo anteriormente. Um M~es depois, no Raw de 24 de março, Christian ganhou uma luta fatal four way incluindo Alberto Del Rio, Dolph Ziggler e Sheamus para desafiar Big E pelo WWE Intercontinental Championship, mas devido a ele sofrer uma concussão depois da luta, não pode competir.

#### Aparições ocasionais e aposentadoria (2014–2016)

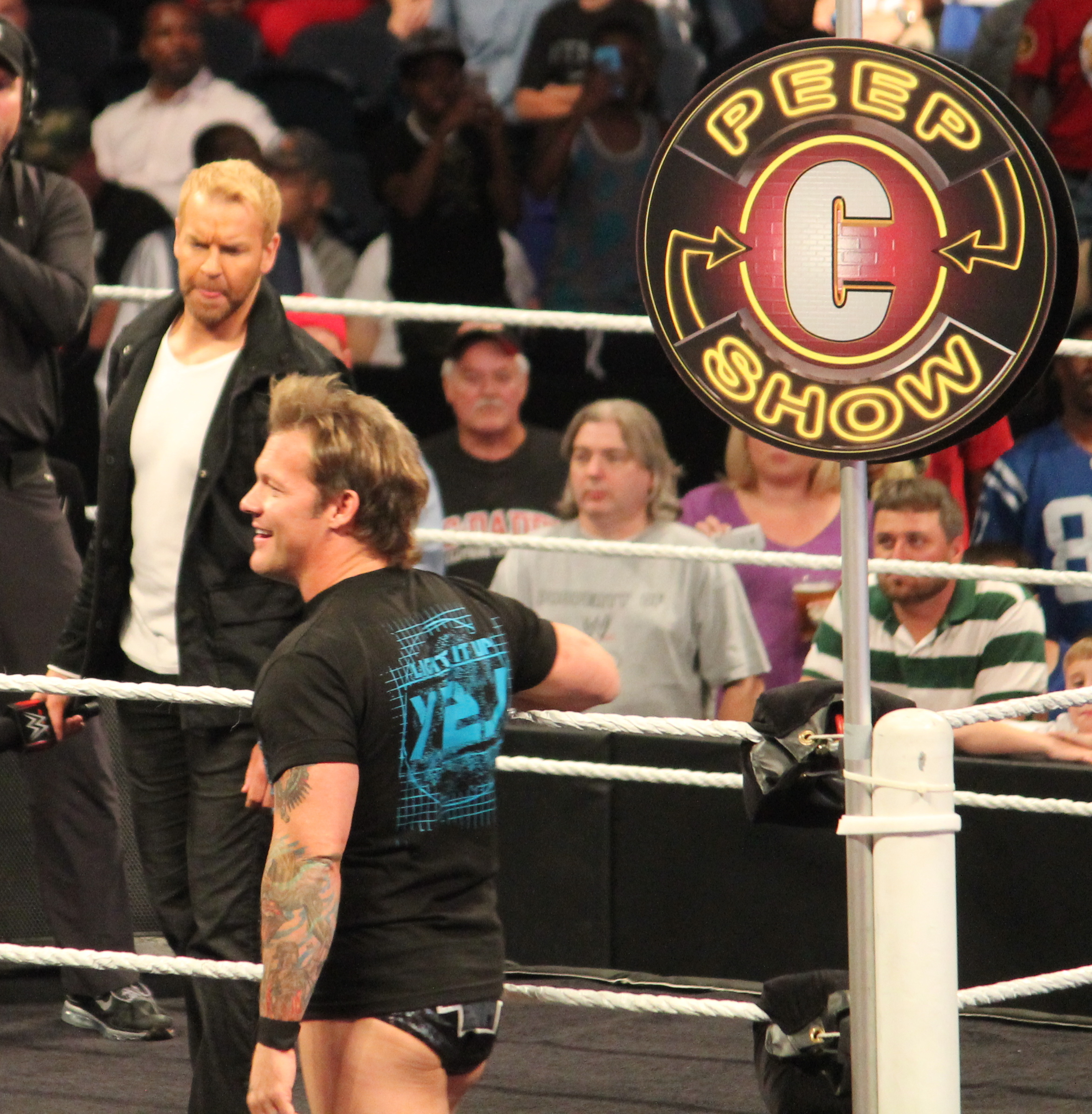
Christian apresentando o Peep Show no Night of Champions.

Após sofrer a concussão, Christian apareceu em painéis de discussão do pré-show de eventos da WWE incluindo o NXT TakeOver, Money in the Bank e Battleground. Ele também realizou o Peep Show com Chris Jericho no Night of Champions em setembro e com Dean Ambrose no SmackDown de 7 de novembro.
Christian e Edge foram os convidados especiais do Raw de 29 de dezembro. Durante a transmissão, de forma não oficial, o comentarista Jerry Lawler se dirigiu a Christian com "aposentado". O PWInsider subsequentemente corroborou com a afirmação de Lawler, dizendo ainda que devido a múltiplas concussões e outras lesões durante sua passagem pela WWE, e a despeito dele ainda ter um ano de contrato, a empresa considerava Christian como aposentado dos ringues. Christian posteriormente desmentiu isso;[carece de fontes?] Entretanto, no podcast de Stone Cold Steve Austin em 7 de setembro de 2015 no WWE Network ele discursou sobre sua carreira em sentenças no pretérito e falando como era se "arrumar" para a "vida depois do wrestling". Em 27 de outubro, o perfil de Christian no site da WWE foi movido para seção de ex-empregados, confirmando sua aposentadoria.
Em meados de 2016, Reso foi liberado de seu contrato como lutador.

## No wrestling
- Movimentos de finalização
  - Frog splash – 2005-2008 (TNA), 2012-presente (WWE) (usado como tributo a Eddie Guerrero)
  - Killswitch (WWE) / Unprettier (TNA) / (WWE) / Impaler (WWF) (Inverted double underhook facebuster, às vezes da segunda corda)[1][185] – 1998–2014
  - Spear – 2011–2014 (usado como tributo a Edge)
- Movimentos secundários

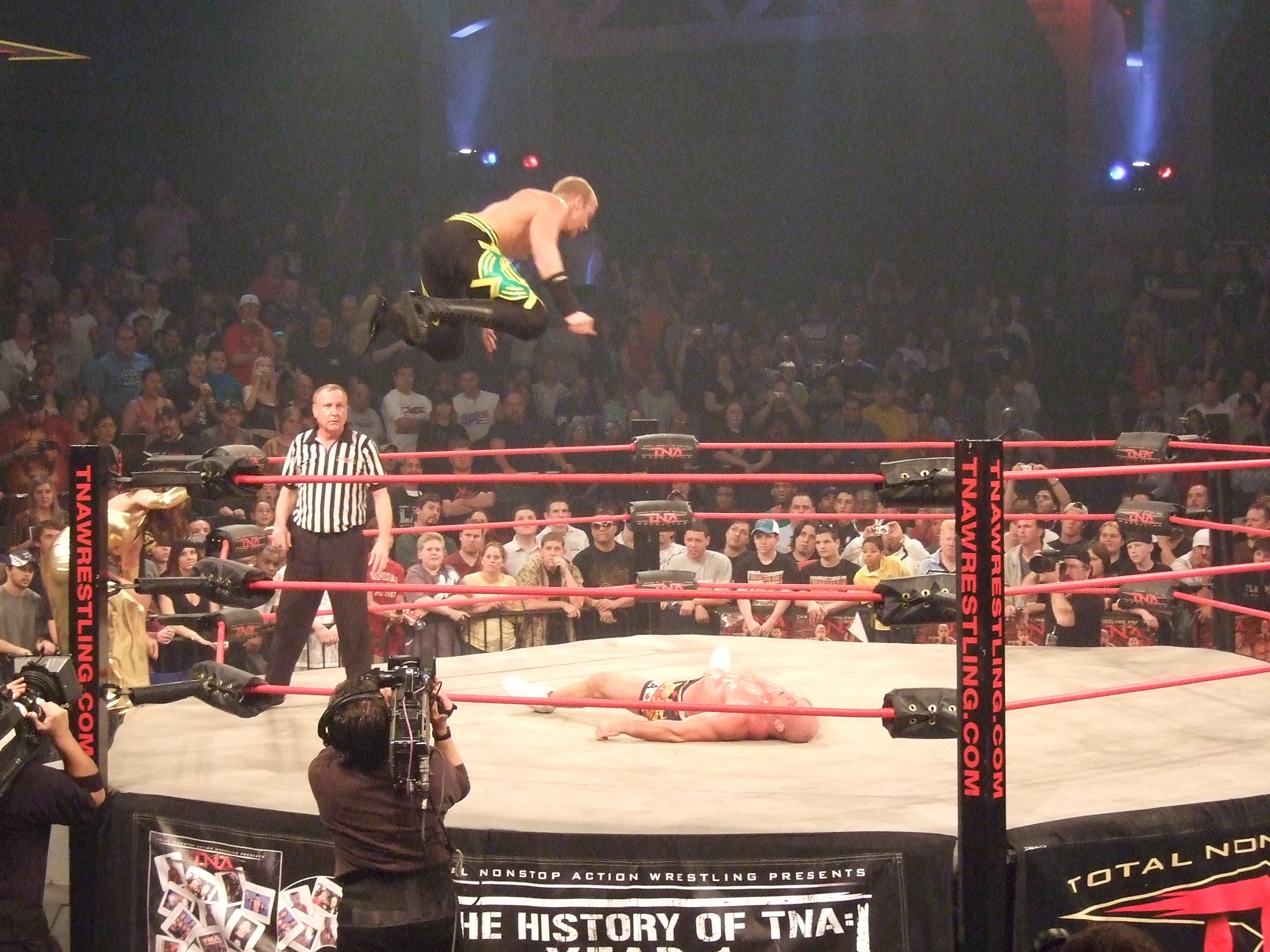
Reso aplicando um Frog splash em Kurt Angle na Total Nonstop Action Wrestling (TNA)

- - Back heel kick seguido de um sunset flip do córner[186]
  - Baseball slide kick[187]
  - Cloverleaf[188]– TNA
  - Diving crossbody[189]
  - Diving reverse elbow[190]
  - Dropkick,[190] às vezes da corda mais alta[190]
  - Fireman's carry gutbuster[191]
  - Flapjack[190] (WWE)
  - Flashpoint[192] (Diving European uppercut)[190]
  - Hurricanrana, enquanto atacando um oponente ou saltando da corda mais alta[193]
  - Inverted facelock backbreaker[1]
  - Múltiplas variações de DDT
    - Falling inverted[1]
    - Implant[185]
    - Inverted tornado[194]
    - Tornado[195]

  - Running forearm[196][197]
  - Sitout inverted suplex slam[198]
  - Slingshots para fora do ringue, seguido de tapas no rosto do oponente.[190]
  - Spinebuster
  - Fica de pé nas costas de um oponente nas cordas, o enforcando[199]
- Alcunhas
  - "Creepy Little Bastard (CLB)" (WWE)[200]
  - "The New People's Champion" (WWE)[201]
  - "Captain Charisma" (WWE / TNA)[202][203]
  - "The Champ" (TNA)[204]
  - "The Instant Classic" (TNA)[204]
  - "The Livewire" (WWE)
- Managers
  - Gangrel
  - Terri Runnels
  - Trish Stratus
  - Lita
  - (Tyson) Tomko
- Temas de entrada
  - "Blood" por Jim Johnston (usado como parte do The Brood) (WWF) (26 de outubro de 1998 – 12 de julho de 1999)[205]
  - "Blood Brother" por Jim Johnston (WWF) (23 de dezembro de 1999 – 6 de fevereiro de 2000)[206]
  - "At Last" por Jim Johnston (WWF/E) (21 de outubro de 2001 – 15 de junho de 2003)[207]
  - "My Peeps" por Jim Johnston (WWE) (16 de junho de 2003 – 1 de novembro de 2004)
  - "Just Close Your Eyes" by Waterproof Blonde (WWE) (14 de novembro de 2004 – 4 de novembro de 2005)[208]
  - "Take Over" por Dale Oliver (TNA / ROH) (13 de novembro de 2005 – 13 de novembro de 2008, 10 de junho de 2012)[209]
  - "Just Close Your Eyes" por Story of the Year (WWE) (10 de fevereiro de 2009–27 de outubro de 2015)[210]

## Títulos e prêmios
- All Elite Wrestling
  - TNT Championship (2 vezes)

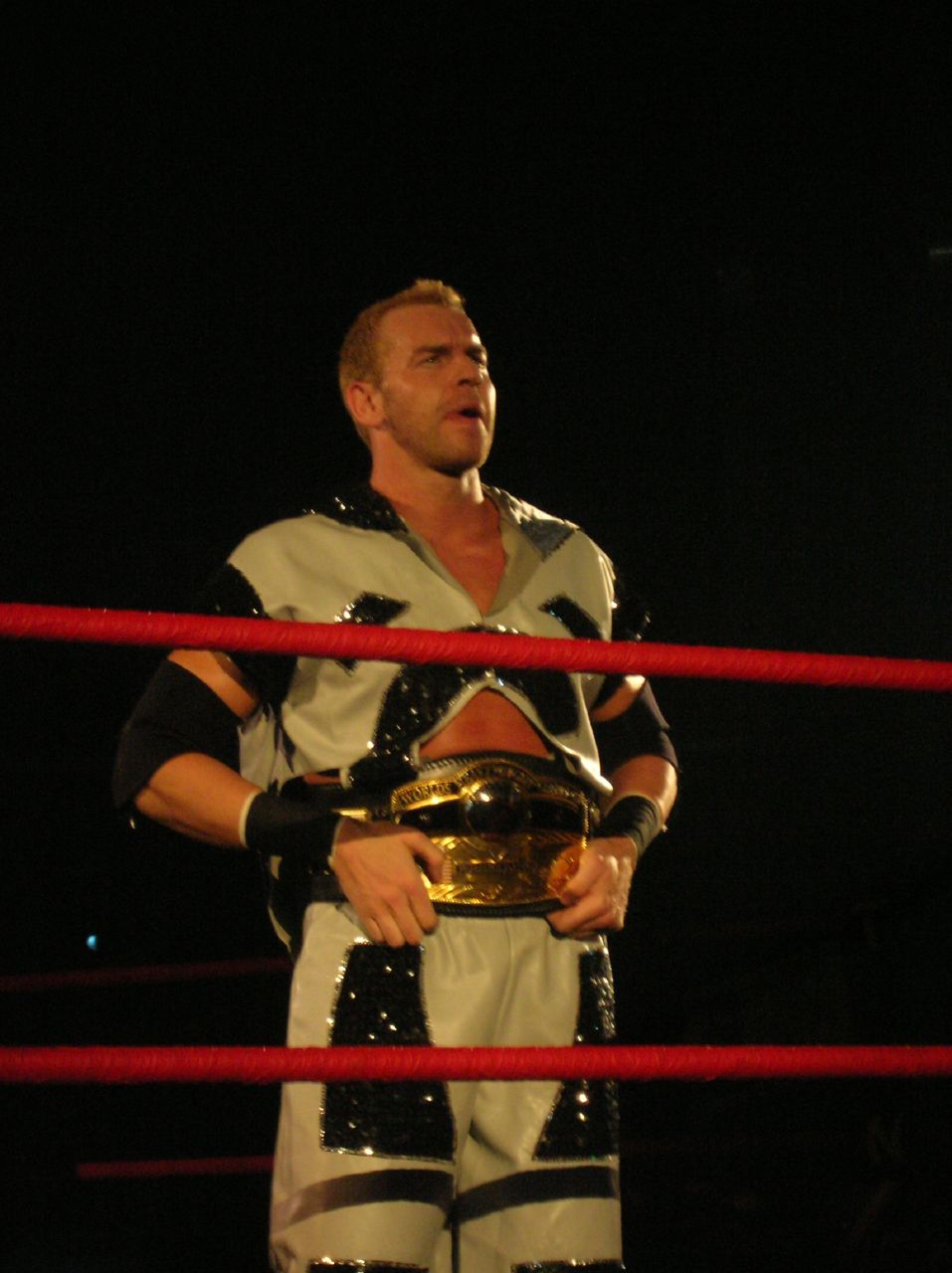
Christian como Campeão Mundial dos Pesos-Pesados da NWA em 2006

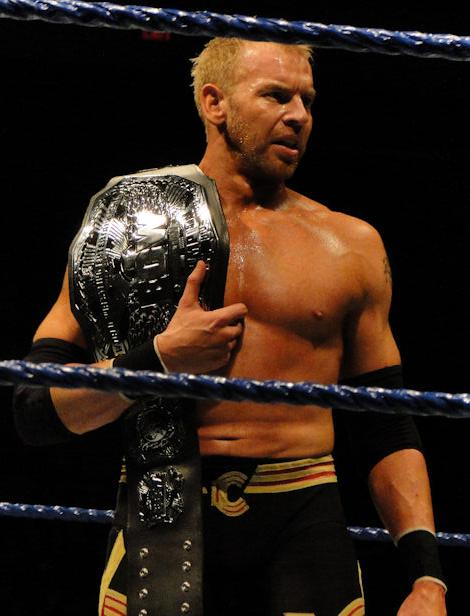
Christian como Campeão da ECW 2009

  - AEW World Trios Championship (1 vez) - com Nick Wayne e Killswitch
  - Casino Gauntlet (2024)
- East Coast Wrestling Association
  - ECWA Heavyweight Championship (1 vez)[9]
- Pennsylvania Championship Wrestling
  - PCW Heavyweight Championship (1 vez)[211]
- Total Nonstop Action Wrestling
  - NWA World Heavyweight Championship (2 vezes)[212]
  - Impact World Championship (1 vez)
- Pro Wrestling Illustrated
  - Luta do Ano (2000)[213] vs. The Dudley Boyz e The Hardy Boyz em uma Triangle Ladder match no WrestleMania 2000
  - Luta do Ano (2001)[213]vs. The Dudley Boyz e The Hardy Boyz em uma luta Tables, Ladders, and Chairs no WrestleMania X-Seven
  - PWI o colocou na #7ª posição dos 500 melhores lutadores individuais em 2007[214]
  - PWI o colocou na #15ª posição dos 500 melhores lutadores individuais em 2012[215]
- World Wrestling Federation / World Wrestling Entertainment
  - ECW Championship (2 vezes)[216]
  - World Heavyweight Championship (2 vezes)[217]
  - World Tag Team Championship (9 vezes) – com Edge (7), Lance Storm (1) e Chris Jericho (1)[31]
  - WWE Intercontinental Championship (4 vezes)[28]
  - WWF European Championship (1 vez)[29]
  - WWF Hardcore Championship (1 vez)[218]
  - WWF Light Heavyweight Championship (1 vez)[13]
  - Vigésimo Campeão da Tríplice Coroa
  - Décimo primeiro Campeão do Grand Slam
- Wrestling Observer Newsletter
  - Dupla do Ano (2000) – com Edge[219]
  - Pior Luta do Ano (2006) – TNA Reverse Battle Royal em 26 de outubro de 2006, no TNA Impact![220]